# 新幹線ガール
『新幹線ガール』（しんかんせんガール）は、徳渕真利子の小説。また、それを原作とした『夏ドラ!スペシャル・新幹線ガール』（なつどら!スペシャル・しんかんせんガール）が放送された。

## 小説
ジェイアール東海パッセンジャーズ東京列車支店に勤務する現役の東海道新幹線パーサーの徳渕真利子が、自らの生い立ちを含め、また「パーサー」という仕事を書き下ろしたものである。2007年3月メディアファクトリーより発刊された。

### 本のデータ
- 書名：新幹線ガール
- 出版社：メディアファクトリー
- 価格：1000円（税込値段）
- ISBN：ISBN 9784840117821

## テレビドラマ
『夏ドラ!スペシャル・新幹線ガール』（なつどら!スペシャル・しんかんせんガール）は、日本テレビ系列で、2007年7月4日（水）の21:00 - 22:48（JST）に放送されたテレビドラマのスペシャルである。実体験が基になっている。視聴率11.5%。

### サブタイトル
1. 働く女は美しい〜ある日のパーサー〜
2. 負けない女は美しい〜パーサーの心得〜
3. 愛を届ける女は美しい〜ワゴンの裏で〜
4. 恋する女は美しい〜パーサーの品格〜

### 出演者
- 高槻凛子 - ベッキー
- 中野ひばり - 吉澤ひとみ
- 杉村亜紀 - 井上和香
- 竹下郁子 - 高橋かおり
- 日下部めぐみ - 渋谷飛鳥
- 野田奈々子 - さくら
- 花田昌代 - 深田あき
- 魏涼子
- 初音ひさみ
- 百瀬実咲
- 徳井果歩 - 池永亜美
- 白井ちえみ - くわばたりえ
- 発田いづみ - 小原正子
- 橋元怜 - 宮崎宣子
- 塩コショー（ベルナール・アッカ、レックス・ジョーンズ）
- 笠兼三
- Erina
- 海東健
- 花島時雄 - 国枝量平
- 未來貴子
- 佐野翠 - 黒谷友香
- 酒井彩名
- 宇梶剛士
- 山田邦子
- 宅間佐和子 - 真矢みき
- パーサー研修生 - 竹中有希 他

### スタッフ
- 原作：徳渕真利子『新幹線ガール』（メディアファクトリー刊）
- 脚本：渡辺雄介
- 演出：七高剛（第1章・第2章・第4章）、池田健司（第3章）
- プロデュース：佐藤敦、西牟田知夫、北島和久、岡口真人
- ラインプロデューサー：八木欣也（スーパービジョン）
- 劇中歌：Aqua Timez「しおり」
  - ※上記以外の劇中に流された曲は、Aqua Timezが担当した。
- 選曲：石井和之（スポット）
- 技術プロデュース：佐々木宣明（バスク）
- 編集：白水孝幸（バウムレーベン）
- 映像協力：毎日映画社
- 技術協力：NiTRO
- 美術協力：日本テレビアート
- スタジオ：日活撮影所
- 協力：東海旅客鉄道（JR東海）、ジェイアール東海パッセンジャーズ
- 製作協力：日テレアックスオン
- 製作著作：日本テレビ